# ناصر العتیبی
ناصر العتیبی (انگلیسی: Naser Al-Otaibi؛ زادهٔ ۲۸ فوریهٔ ۱۹۷۲) بازیکن هندبال اهل کویت بود.